# Mohammed ben Ibrahim Ali Al ach-Cheikh
 (juillet 2016).
Si vous disposez d'ouvrages ou d'articles de référence ou si vous connaissez des sites web de qualité traitant du thème abordé ici, merci de compléter l'article en donnant les références utiles à sa vérifiabilité et en les liant à la section « Notes et références ».
Mohammed ben Ibrahim Ali Al ach-Cheikh (en arabe : محمد بن إبراهيم آل الشيخ), né le 24 juillet 1893 à Riyad (émirat de Haïl) et mort le 13 décembre 1969 dans la même ville, est un érudit musulman saoudien, grand moufti d'Arabie saoudite de 1953 à sa mort. 

## Situation personnelle

### Famille
Sa filiation patrilinéaire (nassab) est la suivante : Mohammed ben Ibrahim (ar) ben Abdellatif (ar) ben Abderrahmane (ar) ben Hassane ben Mohammed ben Abdelwahhab (ar) ben Souleïmane (ar) ben Ali ben Mohammed ben Ahmed ben Rachid ben Bared ben Mohammed ben Moucharraf ben Omar ben Midad ben Raïss ben Zakher ben Mohammed ben Alaoui ben Wahib ben Qassem ben Moussa ben Massoud ben Oqba ben Sanai bin Nahchel ben Chaddad ben Zouheïr ben Chihab ben Rabia ben Abi Soud ben Malik ben Handala ben Malik ben Zaïd Manat ben Tamim (en arabe : محمد بن إبراهيم بن عبد اللطيف بن عبد الرحمن بن حسن بن محمد بن عبد الوهاب بن سليمان بن علي بن محمد بن أحمد بن راشد بن بريد بن محمد بن مشرف بن عمر بن معضاد بن ريس بن زاخر بن محمد بن علوي بن وهيب بن قاسم بن موسى بن مسعود بن عقبه بن سنيع بن نهشل بن شداد بن زهير بن شهاب بن ربيعة بن أبي سود بن مالك بن حنظلة بن مالك بن زيد مناة بن تميم).
Il a trois frères : Abdallah, Abdellatif et Abdelmalik (ar), tous chouyoukh comme lui. 
Marié six fois au cours de sa vie (dont la première à l'âge de 24 ans), il est mort en tant que polygyne avec trois co-épouses : Oumm Abdelaziz, Oumm Abdallah (de son vrai nom Noura) et Mounirah. 
Trois fils naissent de son mariage avec Oumm Abdelaziz : 
- Abdelaziz (ar) ;
- Ibrahim, président des départements de la recherche scientifique, de l'émission des avis juridiques, de la prédication et de la guidée de 1971 à 1975 et ministre saoudien de la Justice de 1975 à 1990 ;
- Ahmed.

Un fils naît de son mariage avec Oumm Abdallah : 
- Abdallah (en), ministre saoudien de la Justice de 1992 à 2009 et président du Conseil consultatif depuis 2009.

Il est à noter qu'il a également une fille (Al-Jawhara) issue d'un autre mariage. 

### Formation
Né en 1893, il fut élevé à Riyad. Son père Ibrahim ben Abdellatif (ar) se chargea de son éducation. Il mémorisa le Coran à l'âge de 11 ans mais perdit la vue alors qu'il n'avait que 16 ans. Malgré cela il continua d'assister aux cours (dourous). Son père, ainsi qu'Abdallah ben Abdellatif (en) (son oncle), qui était un savant (alem) connu dans la région du Nejd à l'époque, devinrent ses professeurs et il mémorisa plusieurs livres sur la jurisprudence islamique et la grammaire arabe. Il étudia également les règles des sciences du hadith (Moustala al-Hadtih) avec Sa'd ibn Hamad Al-Atiq (ar) et certains aspects de la langue arabe avec Hamad ibn Faris.

## Carrière
À la suite de ses efforts, la prédication islamique et ses verdicts religieux (fatawa), ses sermons du vendredi (Khutba), on lui confia plusieurs postes importants comme la présidence des institutions académiques pour hommes ainsi que celle pour femmes qui fut inaugurée en 1960, celle de la magistrature, la direction de l'université islamique de Médine et l'université islamique Mohammed ben Saoud (en) et d'autres encore comme des instituts de médecine légale. On compte parmi ses élèves des personnes qui devinrent à leur tour des oulémas reconnus du monde musulman, comme `Abdullah ibn Humayd, `Abdul `Aziz ibn Baz (qui devint mufti à son tour), Soulayman ibn `Oubayd, `Abdullah ibn Jibrin, Sâlih ach-Chaykh. Il décéda à l'âge de 78 ans le mercredi 24 du mois de ramadan à quatre heures du matin, à la suite d'un long coma à son retour de Londres où il était parti faire des examens médicaux. Un grand nombre de ses fatawa ont été publiées dans des livres ainsi que dans des articles ou journaux. Il existe encore des documents qui ont été écrits de sa main avant qu'il ne perde la vue, ainsi que d'autres qui furent écrits après malgré sa cécité.